# ديكاتور (مسيسيبي)
ديكاتور (بالإنجليزية: Decatur, Mississippi) هي بلدة تقع في مقاطعة نيوتن (ميسيسيبي) بولاية مسيسيبي في الولايات المتحدة. تبلغ مساحتها 2.7 (كم²)، وترتفع عن سطح البحر 131 م، بلغ عدد سكانها 1841 نسمة في عام 2010 حسب إحصاء مكتب تعداد الولايات المتحدة وتصل الكثافة السكانية فيها 532.8 نسمة/كم2.

## التركيبة السكانية
حدّد مكتب تعداد الولايات المتحدة بيانات التركيبة السكانية لديكاتور في تعداد الولايات المتحدة. في ما يلي، التركيبة السكانية حسب تعدادي 2000 و2010.

### تعداد عام 2000
بلغ عدد سكان ديكاتور 1,426 نسمة بحسب تعداد عام 2000، وبلغ عدد الأسر 407 أسرة وعدد العائلات 269 عائلة مقيمة في البلدة. في حين سجلت الكثافة السكانية 99 نسمة لكل كيلومتر مربع (256.4/ميل2). وبلغ عدد الوحدات السكنية 463 وحدة بمتوسط كثافة قدره 32.2 لكل كيلومتر مربع (83.4/ميل2).
وتوزع التركيب العرقي للبلدة بنسبة 66.41% من البيض و32.54% من الأمريكيين الأفارقة و0.56% من الأمريكيين الأصليين و0.14% من الأمريكيين ذوي الأصول الآسيوية و0.35% من عرقين مختلطين أو أكثر و1.05% من الهسبانيون أو اللاتينيون من أي عرق.
بلغ عدد الأسر 407 أسرة كانت نسبة 35.4% منها لديها أطفال تحت سن الثامنة عشر تعيش معهم، وبلغت نسبة الأزواج القاطنين مع بعضهم البعض 44.5% من أصل المجموع الكلي للأسر، ونسبة 18.2% من الأسر كان لديها معيلات من الإناث دون وجود شريك،  بينما كانت نسبة 3.4% من الأسر لديها معيلون من الذكور دون وجود شريكة وكانت نسبة 33.9% من غير العائلات. تألفت نسبة 30.7% من أصل جميع الأسر من عدة أفراد يعيشون في نفس المنزل ونسبة 9.6% كانت تتألف من شخص يعيش بمفرده يبلغ من العمر 65 عاماً أو أكثر. وبلغ متوسط حجم الأسرة المعيشية 2.30، أما متوسط حجم العائلات فبلغ 2.85.
بلغ العمر الوسطي للسكان 20.8 عاماً. وكانت نسبة 16.5% من القاطنين تحت سن الثامنة عشر، وكانت نسبة 7.7% بين الثامنة عشر والرابعة والعشرين عاماً، ونسبة 16.3% كانت واقعةً في الفئة العمرية ما بين الخامسة والعشرين والرابعة والأربعين عاماً، ونسبة 14.9% كانت ما بين الخامسة والأربعين والرابعة والستين، ونسبة 10.3% كانت ضمن فئة الخامسة والستين عاماً فما فوق. يوجد لكل 100 أنثى 92.4 ذكر، ويوجد لكل 100 أنثى في الثامنة عشر من عمرها فما فوق 84.7 ذكر.
بلغ متوسط دخل الأسرة في البلدة 28,333 دولارًا، أما متوسط دخل العائلة فبلغ 37,115 دولارًا. وكان متوسط دخل الذكور 28,875 دولارًا مقابل 20,000 دولارًا للإناث. وسجل دخل الفرد الخاص بالبلدة 10,839 دولارًا. وكانت نسبة 14.8% من العائلات ونسبة 19.4% من السكان تحت خط الفقر، وكان من هؤلاء نسبة 28.7% تحت سن الثامنة عشر ونسبة 10.3% في الخامسة والستين من العمر وما فوق.

### تعداد عام 2010
بلغ عدد سكان ديكاتور 1,841 نسمة بحسب تعداد عام 2010، وبلغ عدد الأسر 591 أسرة وعدد العائلات 384 عائلة مقيمة في البلدة. في حين سجلت الكثافة السكانية 127.8 نسمة لكل كيلومتر مربع (331.0/ميل2). وبلغ عدد الوحدات السكنية 656 وحدة بمتوسط كثافة قدره 45.6 لكل كيلومتر مربع (118.1/ميل2).
وتوزع التركيب العرقي للبلدة بنسبة 63.66% من البيض و34.17% من الأمريكيين الأفارقة و0.87% من الأمريكيين الأصليين و0.27% من الأمريكيين ذوي الأصول الآسيوية و0.22% من الأعراق الأخرى و0.81% من عرقين مختلطين أو أكثر و0.92% من الهسبانيون أو اللاتينيون من أي عرق.
بلغ عدد الأسر 591 أسرة كانت نسبة 36.7% منها لديها أطفال تحت سن الثامنة عشر تعيش معهم، وبلغت نسبة الأزواج القاطنين مع بعضهم البعض 40.1% من أصل المجموع الكلي للأسر، ونسبة 21.2% من الأسر كان لديها معيلات من الإناث دون وجود شريك،  بينما كانت نسبة 3.7% من الأسر لديها معيلون من الذكور دون وجود شريكة وكانت نسبة 35% من غير العائلات. تألفت نسبة 28.9% من أصل جميع الأسر من عدة أفراد يعيشون في نفس المنزل ونسبة 11.2% كانت تتألف من شخص يعيش بمفرده يبلغ من العمر 65 عاماً أو أكثر. وبلغ متوسط حجم الأسرة المعيشية 2.37، أما متوسط حجم العائلات فبلغ 2.93.
بلغ العمر الوسطي للسكان 23.6 عاماً. وكانت نسبة 20.4% من القاطنين تحت سن الثامنة عشر، وكانت نسبة 31.5% بين الثامنة عشر والرابعة والعشرين عاماً، ونسبة 20.4% كانت واقعةً في الفئة العمرية ما بين الخامسة والعشرين والرابعة والأربعين عاماً، ونسبة 16.3% كانت ما بين الخامسة والأربعين والرابعة والستين، ونسبة 11.5% كانت ضمن فئة الخامسة والستين عاماً فما فوق. وتوزع التركيب الجنسي للسكان بنسبة 46.6% ذكور و53.4% إناث.

## أعلام
- تشارلز إيفرز
- مدغار ويلي إيفرز

## وصلات خارجية
- http://www.decaturms.org/index.php نسخة محفوظة 24 أبريل 2017 على موقع واي باك مشين.
- The US50 - Cities and Towns in Mississippi State
- Mississippi Cities and Towns, Facts, Map, Flag, Colleges, Government, and More